# Železniční trať Břeclav–Znojmo
Železniční trať Břeclav–Znojmo (v jízdním řádu pro cestující označená číslem 246) je jednokolejná neelektrizovaná železniční trať, součást celostátní dráhy, v Jihomoravském kraji podél hranice s Rakouskem, spojující Břeclav a Znojmo.

## Průběh trati
Trať vede z Břeclavi přes Boří les, Mikulov a Hrušovany nad Jevišovkou-Šanov do Znojma.

## Provoz na trati
Trať je začleněna do Integrovaného dopravního systému Jihomoravského kraje jako linka osobních vlaků S8.[zdroj?] V roce 2021 byla osobní doprava realizována pouze osobními a spěšnými vlaky a na části trati též sezónními víkendovými cykloturistickými vlaky.  Vozbu zajišťovaly především motorové vozy 854 s přípojným vozem Bdtn756/757 nebo Bdt754, případně motorový vůz 842 s řídicím vozem Bfbrdtn794. Od GVD platného od 15. prosince 2024 je nově dopravcem na lince S8 společnost Arriva vlaky, která na ní provozuje motorové jednotky Stadler GTW 2/6 (jednotka 848).
Provozování dráhy na této trati zajišťuje Správa železnic.

## Historie trati
Dnešní traťový úsek vznikl ze dvou odboček z hlavní trati c.k. privilegované společnosti Státní dráhy Vídeň – Hrušovany n/J – Střelice (Brno). Úsek Hrušovany nad Jevišovkou – Znojmo otevřela jmenovaná společnost zároveň s hlavní dráhou 15. září 1870, čímž bylo docíleno železničního spojení Znojma a Brna (ačkoliv přes úvrať). 
Provoz v úseku Hrušovany – Břeclav byl zahájen až 30. prosince 1872 úsilím c.k. privilegované společnosti Dráhy Břeclav – Mikulov – Hrušovany n/J. (k.k. privilegierte Lundenburg-Nikolsburg-Grußbacher Eisenbahn). Z této trati se v Novosedlech ještě odpojovala dnes již neexistující trať do Lávy nad Dyjí (Laa an der Thaya) a dále přes Zellerndorf až do uzlu Sigmundsherberg na dráze císaře Františka Josefa. 
Úsek Novosedly–Laa po vzniku Československa ztratil na významu a 5. října 1930 byl zrušen. Tím zůstal na trati Břeclav–Znojmo jediný mezilehlý uzel Hrušovany nad Jevišovkou.
V letech 2017–2018 probíhala modernizace a obnova železničního svršku v úseku Břeclav – Mikulov na Moravě. Od roku 2018 je z dosavadní železniční zastávky Sedlec u Mikulova železniční stanice (výhybna), která je dálkově řízena z Břeclavi.

## Strategický význam trati
Strategický význam trati pro vznikající Československo byl jedním z argumentů pro připojení Valticka, jímž trať prochází. V době existence železné opony sloužila trať na většině úseku Boří les – Hrušovany nad Jevišovkou pro vymezení hraničního pásma.

## Navazující tratě

### Břeclav
- Železniční trať Břeclav–Kúty
- Železniční trať Břeclav–Brno
- Železniční trať Přerov–Břeclav
- Železniční trať Břeclav–Vídeň

### Boří les
- Železniční trať Břeclav–Lednice

### Novosedly
- zrušená železniční trať Novosedly – Laa an der Thaya

### Hrušovany nad Jevišovkou
- Železniční trať Brno – Hrušovany nad Jevišovkou-Šanov
- Železniční trať Hrušovany nad Jevišovkou-Šanov – Hevlín, pravidelná osobní doprava zastavena

### Znojmo
- Železniční trať Znojmo–Okříšky
- Železniční trať Znojmo–Retz

## Stanice a zastávky

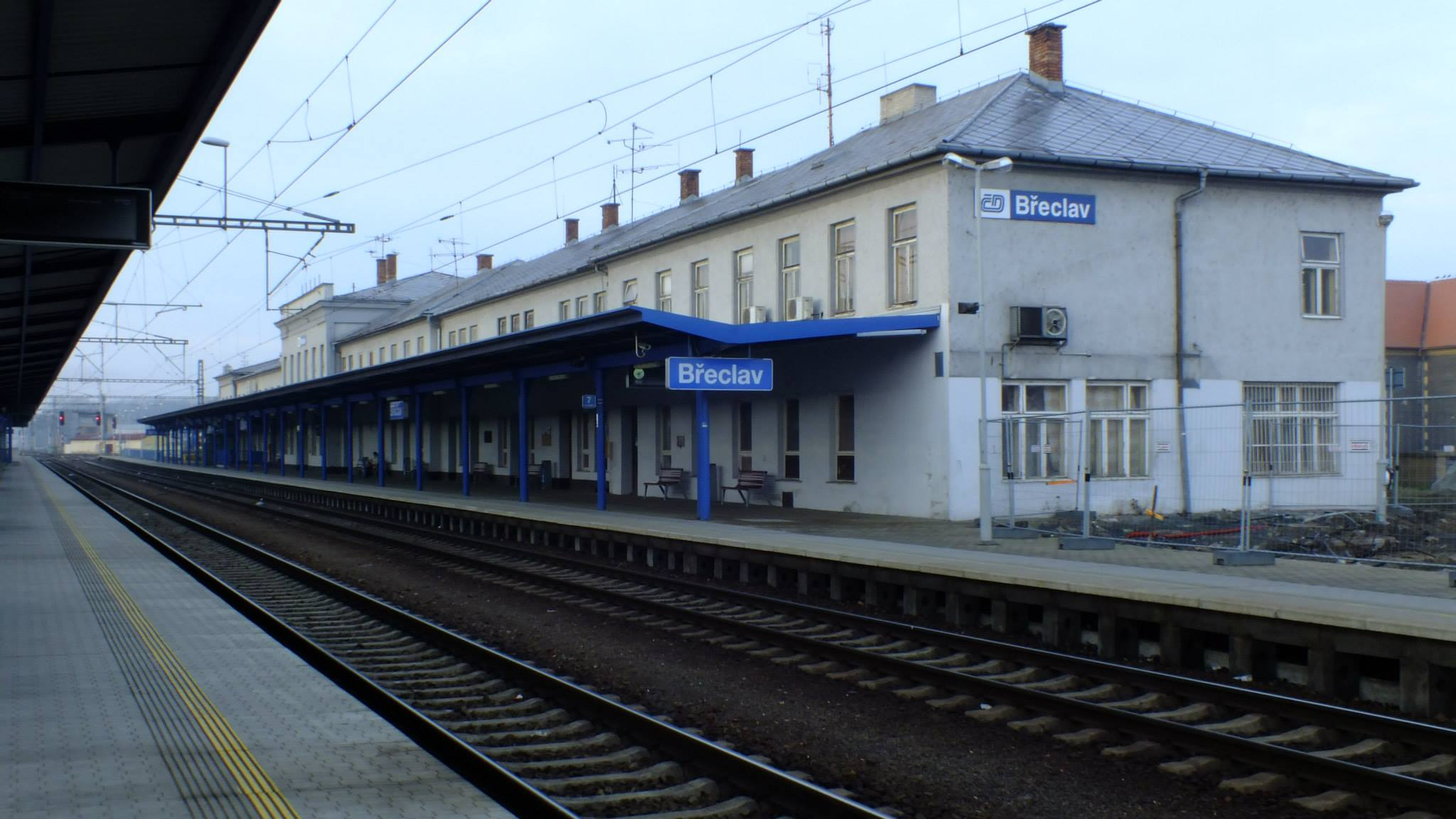
stanice Břeclav
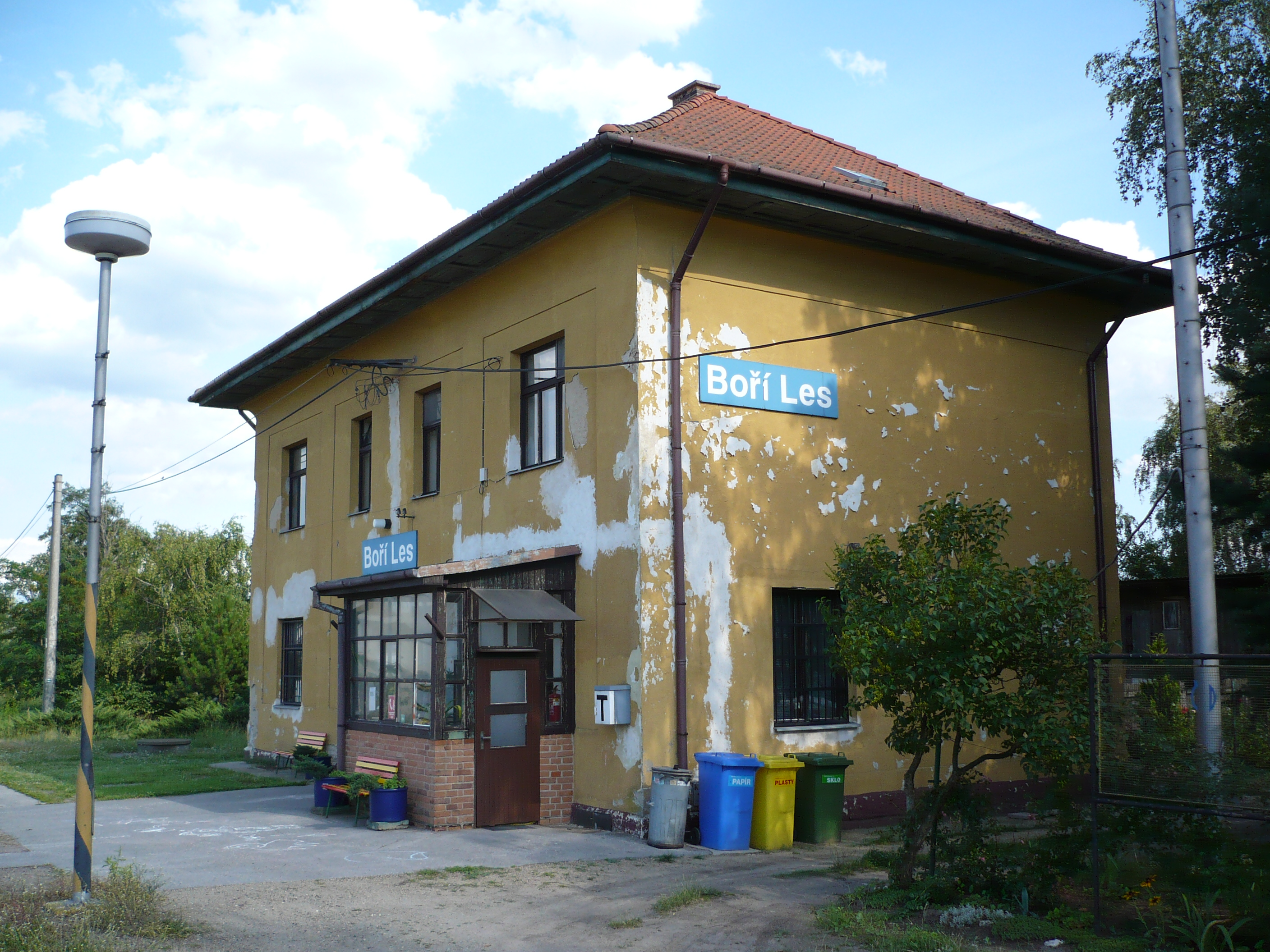
stanice Boří les
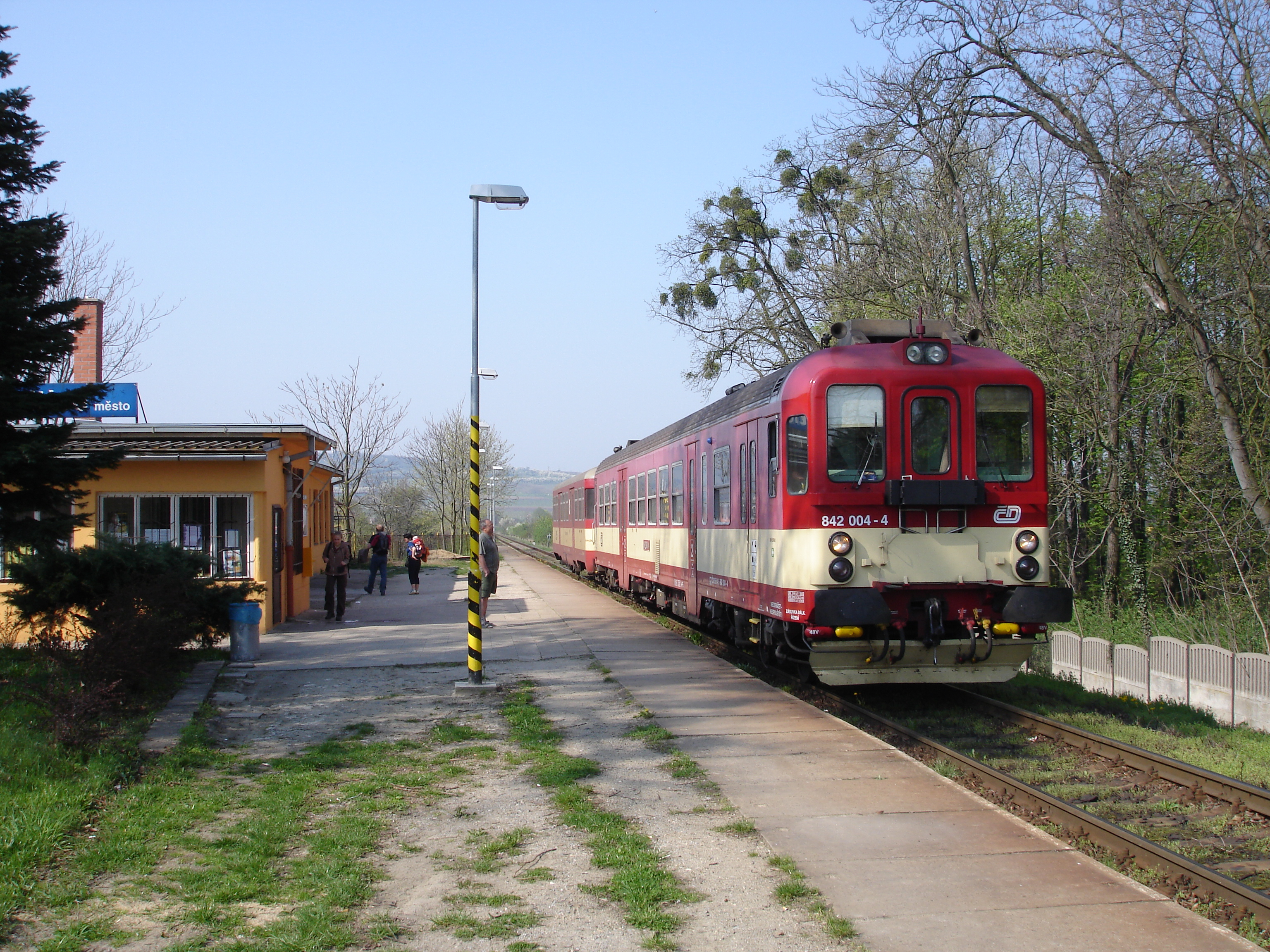
zastávka Valtice město
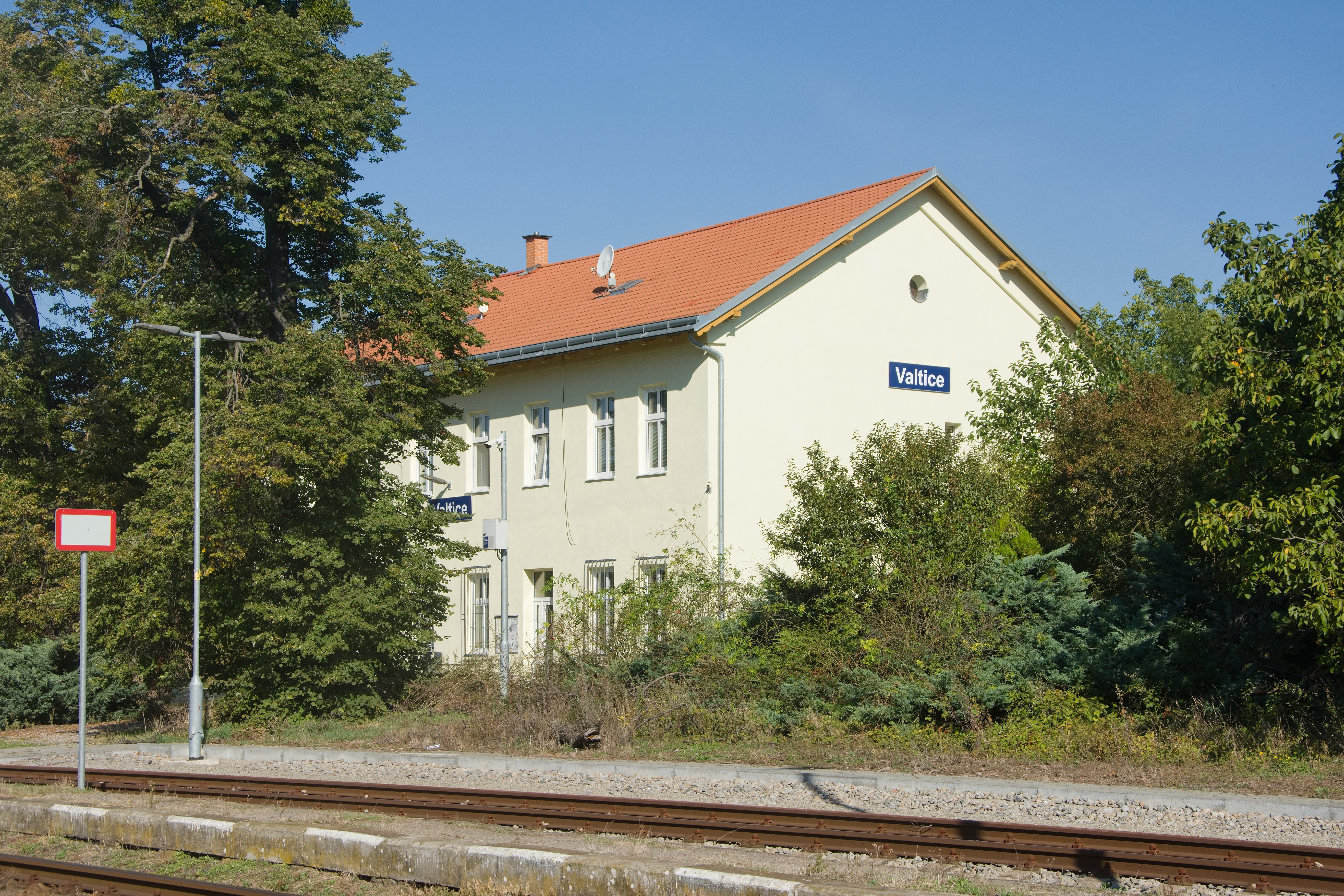
stanice Valtice
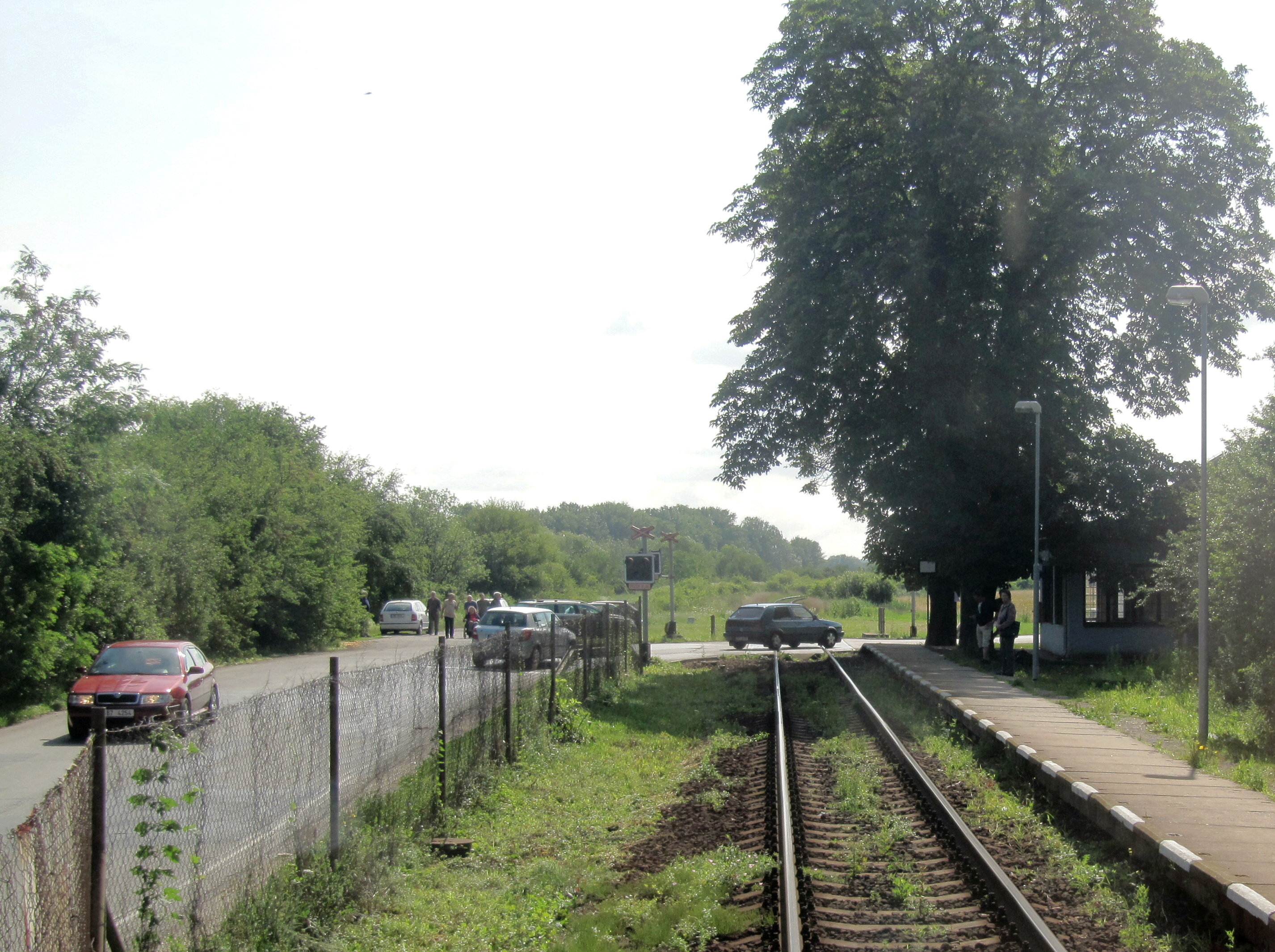
zastávka Sedlec u Mikulova
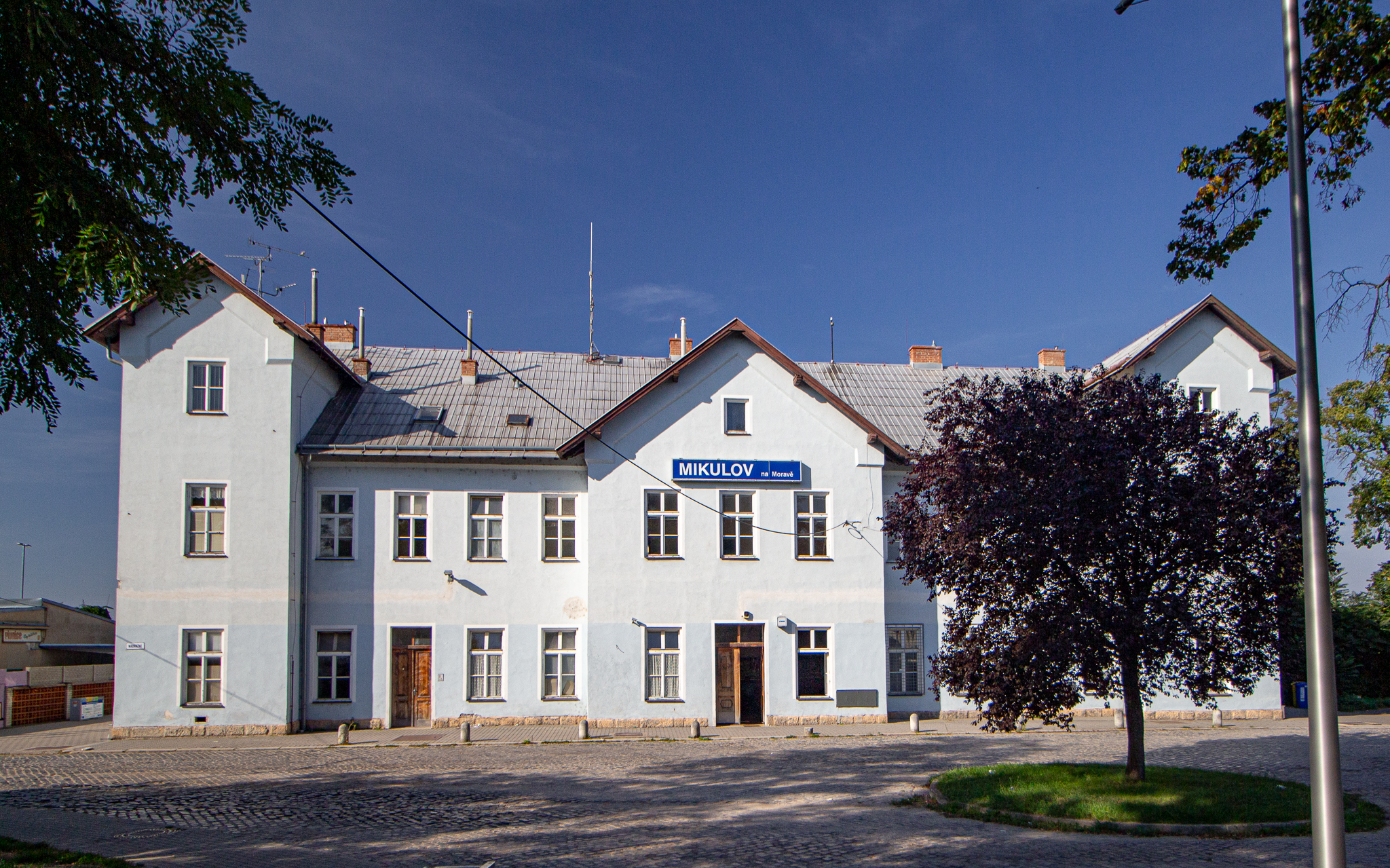
stanice Mikulov na Moravě
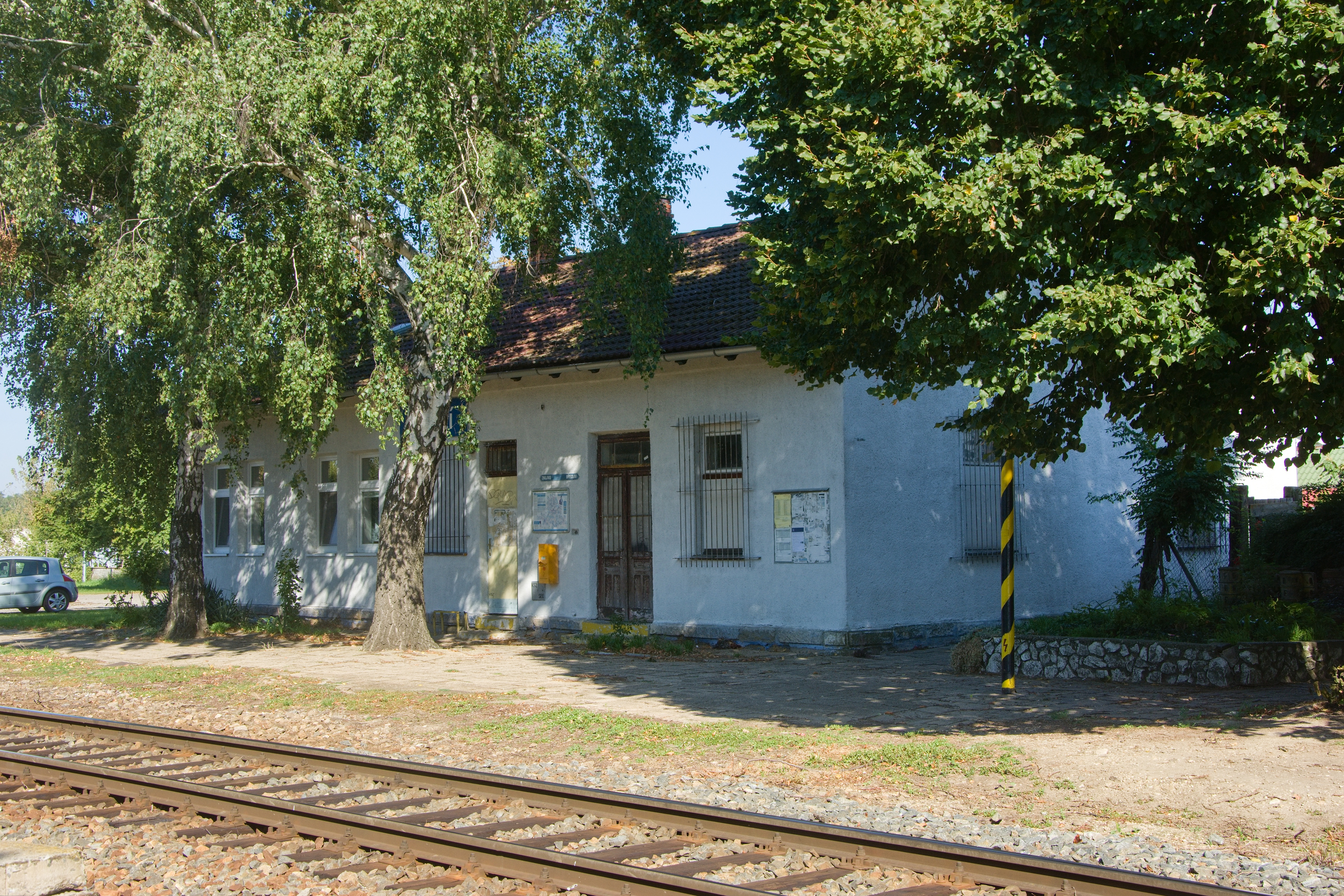
zastávka Březí
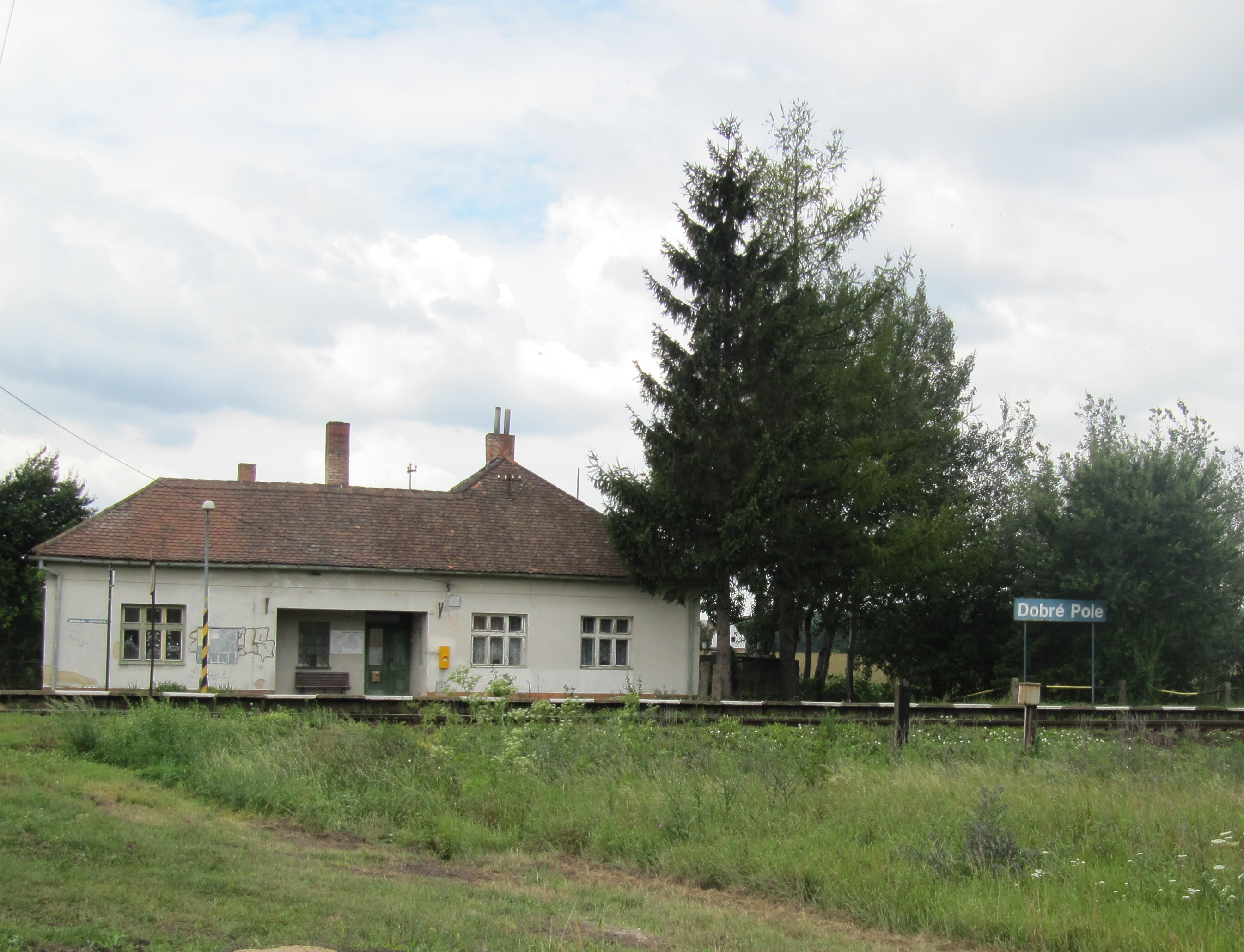
zastávka Dobré Pole
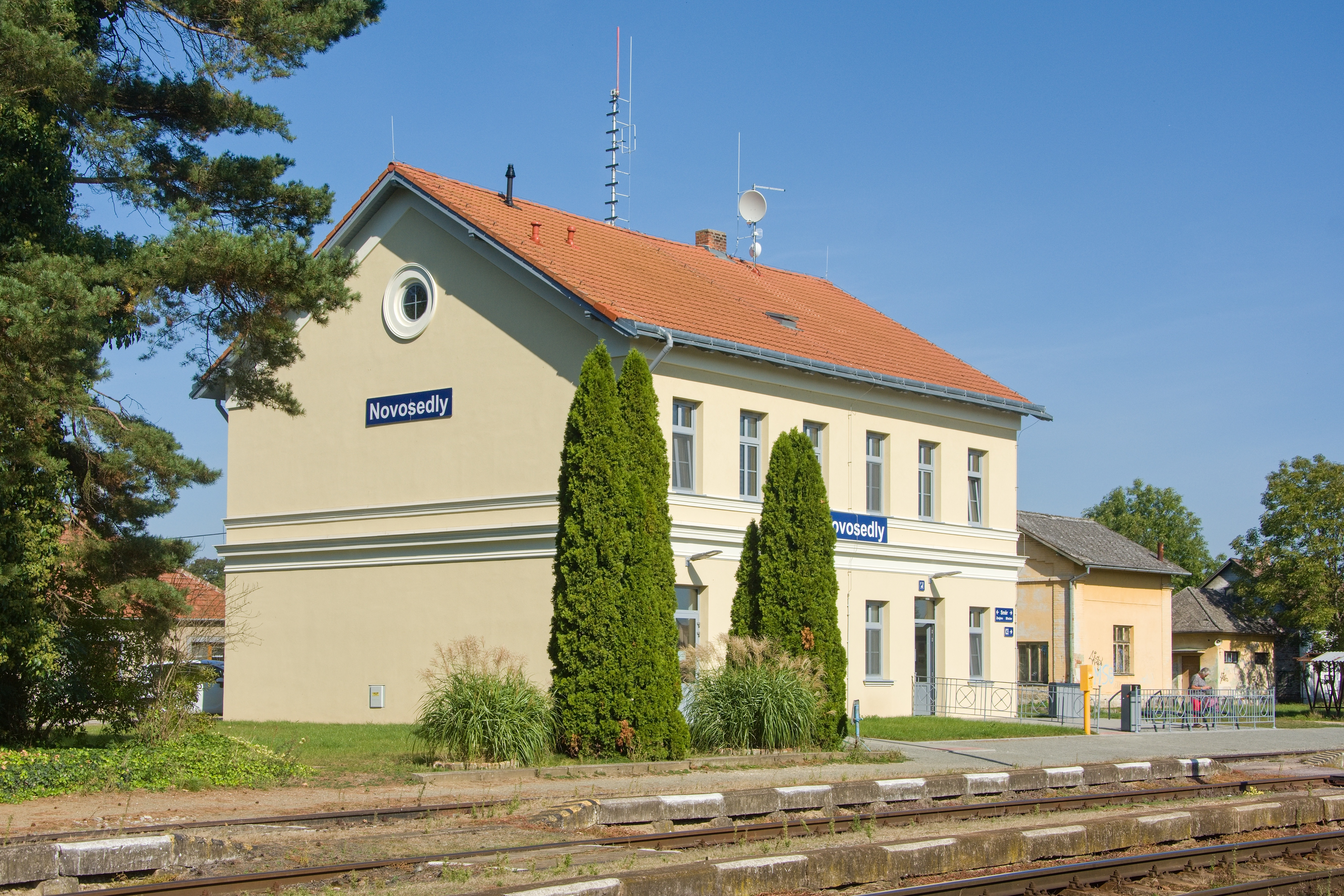
stanice Novosedly
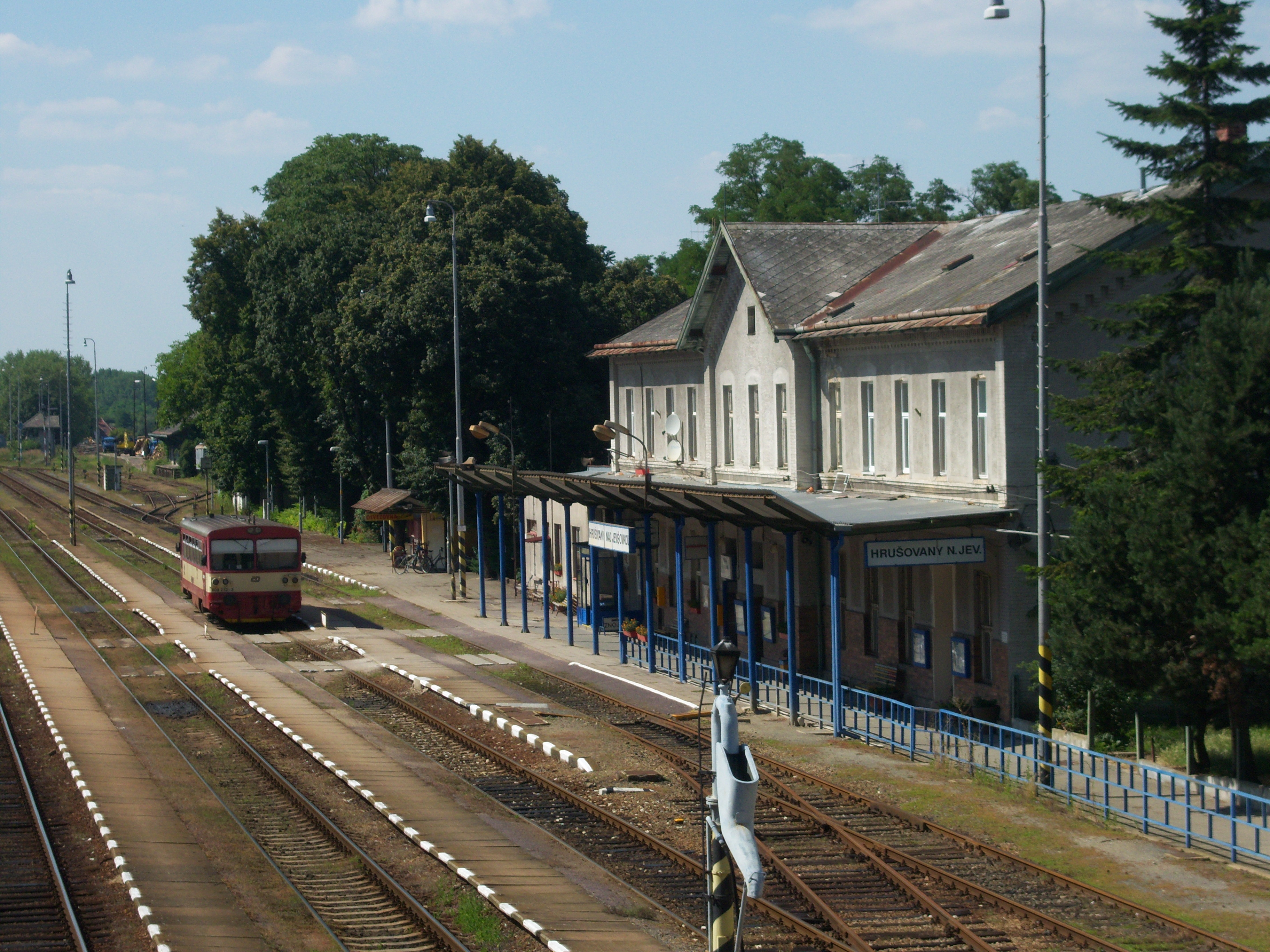
stanice Hrušovany nad Jevišovkou-Šanov
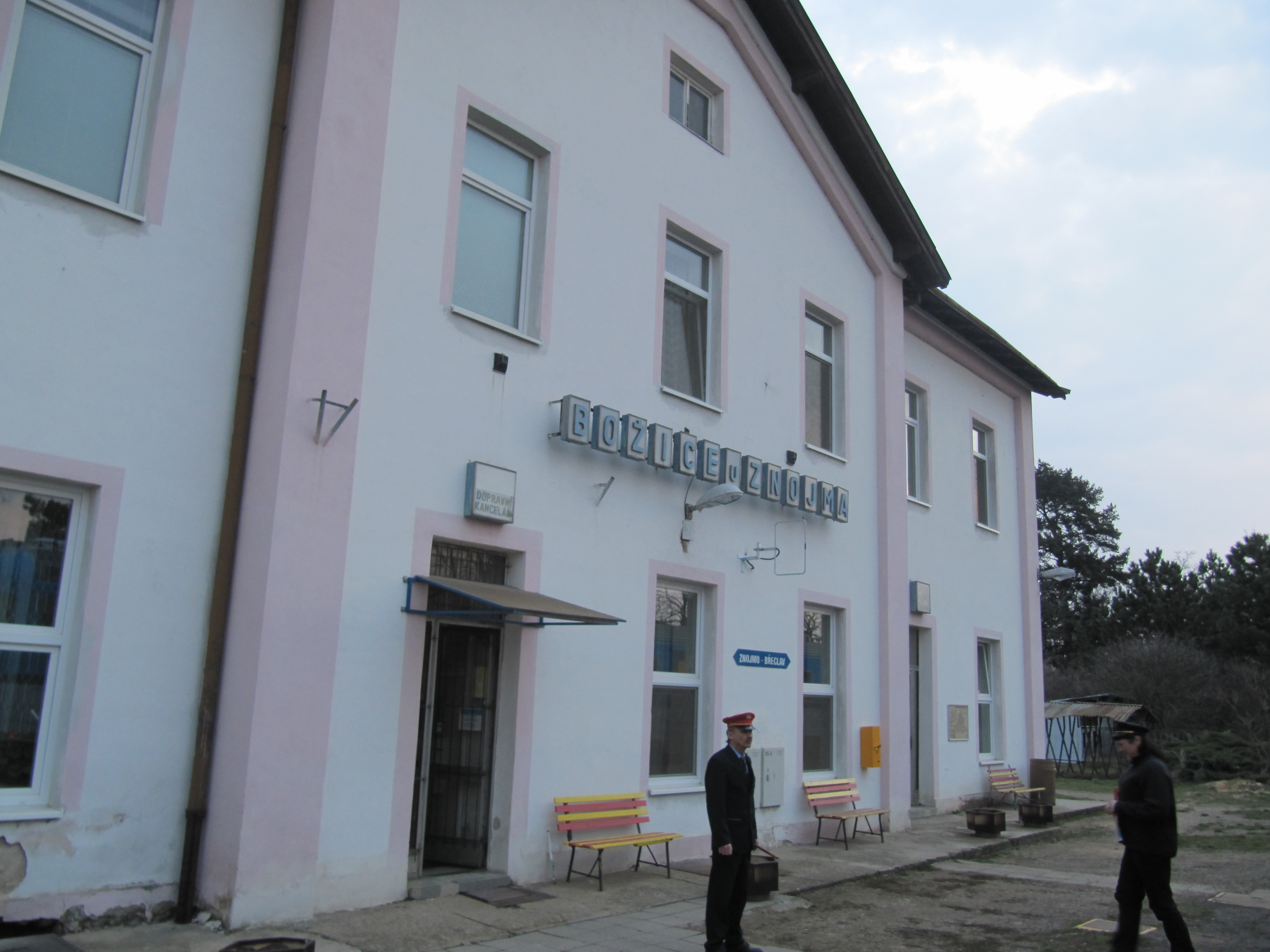
stanice Božice u Znojma
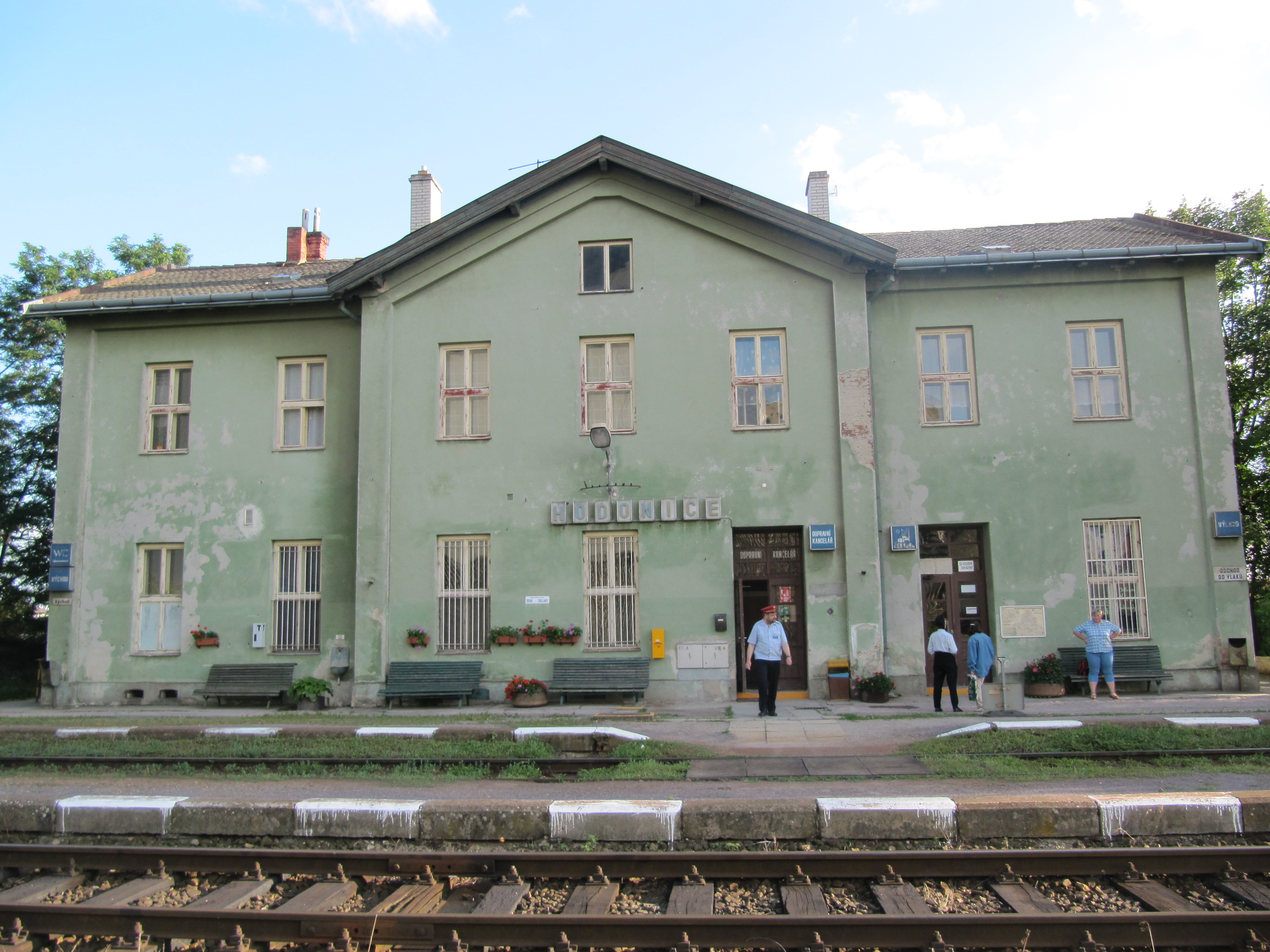
stanice Hodonice
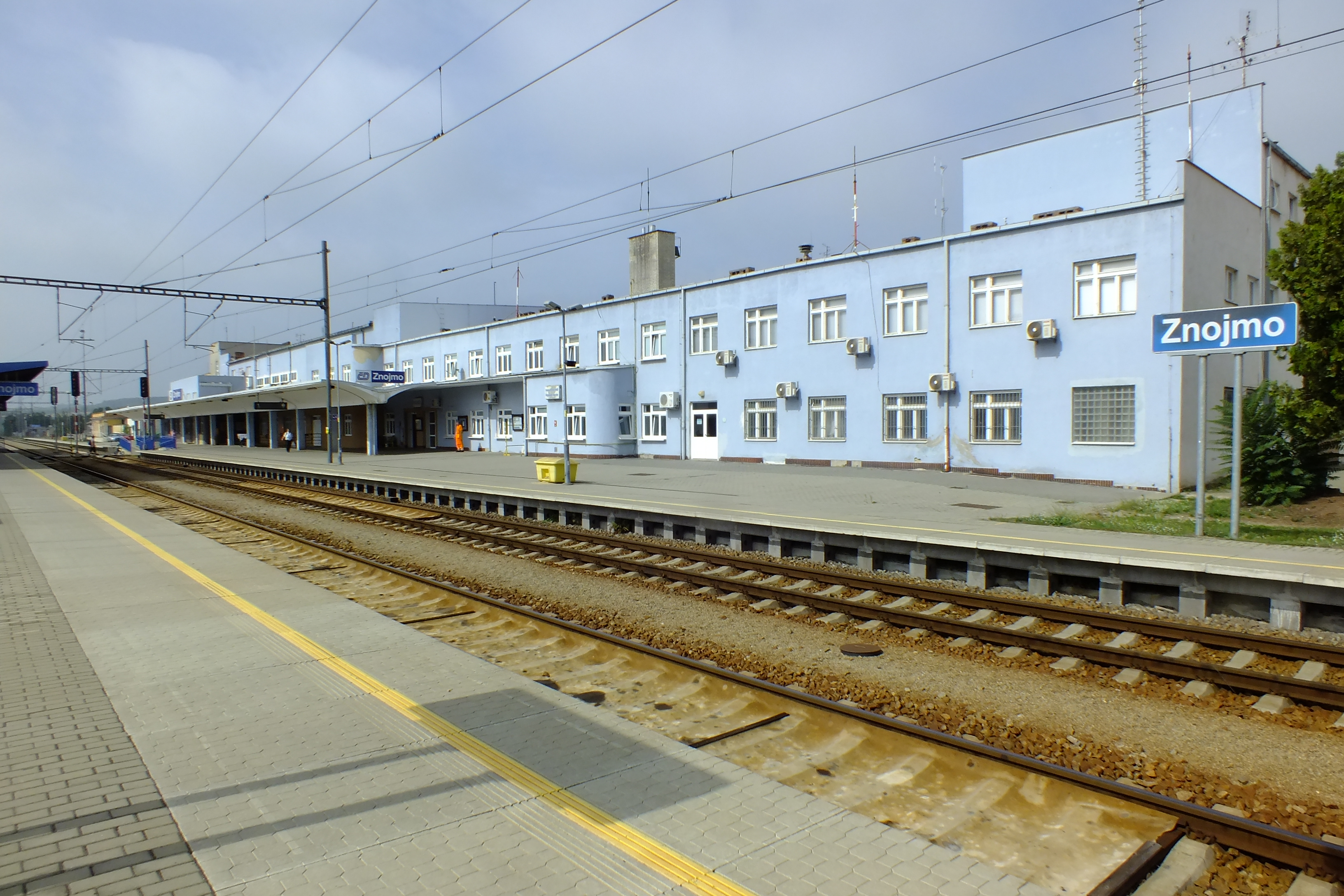
stanice Znojmo